# Pitcairnia paniculata
Pitcairnia paniculata ist eine Pflanzenart aus der Gattung Pitcairnia in der Unterfamilie Pitcairnioideae innerhalb der Familie Bromeliengewächse (Bromeliaceae). Sie ist in Peru und Bolivien verbreitet.

## Beschreibung

### Erscheinungsbild und Blatt
Pitcairnia paniculata wächst als immergrüne, ausdauernde krautige Pflanze und erreicht Wuchshöhen von 2 Metern oder mehr. An der aufrechten, gedrungenen Sprossachse sind Ringe zu erkennen, die durch die Blattnarben der abgefallenen Laubblätter entstehen.
Es liegt Heterophyllie vor; es gibt bei Pitcairnia paniculata drei Blatttypen. Es gibt schuppenförmig reduzierte und borstenförmige, stachelig bewehrte Blätter. Viele Laubblätter befinden sich im jeweils obersten Bereich der Sprossachse. Bei diesen Laubblättern sind die Blattspreiten im unteren Bereich stielartig verschmälert. Die einfachen Blattspreiten sind 1,5 Meter lang und etwa 3,5 Zentimeter breit. Es liegt Parallelnervatur vor. Der Blattrand ist im unteren Bereich gesägt mit zurückgekrümmten Stacheln und zum oberen Ende hin glatt. Die Blattoberseite ist kahl und auf der -unterseite sind wenige Saugschuppen vorhanden.

### Blütenstand und Blüte
Der relativ lange, endständige Blütenstandsschaft ist mit weißen Saugschuppen bedeckt und besitzt grüne, schmal-dreieckige, fadenförmig-geschwänzte Hochblätter, von denen die obersten etwa solang sind wie die Internodien. Der lockere, pyramidale, rispige und zusammengesetzte Gesamtblütenstand ist mindestens 50 Zentimeter lang. Die Blütenstandsachse ist beschuppt. Die Tragblätter sind schmal-dreieckig und meist kürzer als der sterile Abschnitt der fast aufrechten bis ausgebreiteten Verzweigungen. Die Teilblütenstände enthalten wenige bis viele Blüten. Die Deckblätter sind lanzettlich-eiförmig mit spitzem oberen Ende und viel kürzer als die Blütenstiele.
Die zwittrigen Blüten sind leicht zygomorph, dreizählig und relativ schlank. Der Blütenstiel ist etwa 13 Millimeter lang. Die drei früh verkahlenden Kelchblätter sind bei einer Länge von 15 bis 18 Millimetern schmal-dreieckig mit spitzzulaufendem oberen Ende. Die drei roten, freien, 4,5 Zentimeter langen Kronblätter besitzen an ihrer Basis Schüppchen (Ligula). Es sind zwei Kreise mit je drei freien Staubblättern vorhanden; sie überragen die Kronblätter nicht. Drei Fruchtblätter sind zu einem fast oberständigen Fruchtknoten verwachsen.

### Frucht und Samen
Die dreiklappigen Kapselfrüchte enthalten viele Samen. Die Samen sind durch Anhängsel flugfähig. Die Samen sind nicht lange keimfähig.

## Vorkommen
Pitcairnia paniculata gedeiht terrestrisch im Dickicht und in offenen Wäldern in Höhenlagen von 300 bis 2800 Metern in Peru sowie Bolivien. In Bolivien kommt sie in Höhenlagen von meist 1750 bis 2000 (500 bis 2550) Metern in den Departamentos Chuquisaca, La Paz, Santa Cruz und vielleicht Cochabamba vor und wächst in den Vegetationsgebieten Tropischer Regenwald, Yungas, Tucuman-Bolivianischer Wald. In Peru kommt sie in den Departamentos Amazonas, Cusco, Huánuco, Junín, Loreto, Madre de Dios, Puno, San Martín sowie Ucayali vor.

## Systematik
Die Erstveröffentlichung erfolgte 1798 unter dem Namen (Basionym) Pourretia paniculata durch Hipólito Ruiz López und José Antonio Pavón in Systema Vegetabilium Florae Peruvianae et Chilensis, Tomus 1, S. 81. Die Neukombination zu Pitcairnia paniculata wurde 1802 durch Ruiz und Pavón in Flora peruvianae, et chilensis prodromus, Tomus 3, S. 36, Tafel 260 veröffentlicht. Das Artepitheton paniculata bedeutet rispig und bezieht sich auf den Aufbau des Blütenstandes. Weitere Synonyme für Pitcairnia paniculata (Ruiz & Pav.) Ruiz & Pav. sind: Hepetis paniculata Ruiz & Pav., Hepetis paniculata (Ruiz & Pav.) Mez, Pitcairnia longifolia Hook., Pitcairnia excelsa E.Morren, Pitcairnia pulverulenta sensu Baker non Ruiz & Pav., Pitcairnia fruticetorum Mez, Pitcairnia biattenuata Rusby, Pitcairnia longifolia Hook. non (E.Morren) Beer.
Pitcairnia paniculata gehört zur Untergattung Pitcairnia der Gattung Pitcairnia.

## Nutzung
Sowohl die Einzelblüten als auch die Blütenstände sind nicht lange haltbar, deshalb werden Pitcairnia-Arten von Gärtnereien nicht angebaut. Pitcairnia paniculata wird in einigen botanischen Gärten kultiviert.

## Weiterführende Literatur
- Lyman Bradford Smith: Bromeliaceae. Flora of Peru. In: Publications of the Field Museum of Natural History. Botanical Series 13 (1/3), 1936, S. 513–520. eingescannt bei biodiversitylibrary.org.
- J. Manzanares: Jewels Jungle: Bromeliaceae Ecuador, 2005.
- P. M. Jørgensen, M. H. Nee, S. G. Beck (Hrsg.): Catálogo de las plantas vasculares de Bolivia. In: Monographs in Systematic Botany from the Missouri Botanical Garden, Volume 127, 1–2, i–viii, 2014, S. 1–1744.
- Werner Rauh: Bromelienstudien. 1. Neue und wenig bekannte Arten aus Peru und anderen Laendern, 16. Mitteilung, In: Tropische und subtropische Pflanzenwelt. 52, Wiesbaden 1985, S. 1–82.